# Liste des cathédrales de Saint-Vincent-et-les-Grenadines
Cet article recense les cathédrales de Saint-Vincent-et-les-Grenadines.

## Liste

### Catholicisme
- Cathédrale de l'Assomption à Kingstown

### Anglicanisme
- Cathédrale Saint-Georges à Kingstown